# Кадирова Мідні Мусаївна
Мідні Мусаївна Кадирова (уродж. Айдамірова; (7 вересня 1978 , Чечено-Інгуська Автономна Радянська Соціалістична Республіка )) — чеченська та російська громадська діячка, дружина голови Чечні Рамзана Кадирова. «Мати-героїня» (2022).

## Життєпис
Мідні Кадирова народилася 7 вересня 1978 року. З майбутньою дружиною Рамзан Кадиров познайомився ще в школі. Дружина президента Чечні працює модельєром. У жовтні 2009 року вона заснувала в Грозному будинок моди з виробництва мусульманського одягу Firdaws, девіз якого звучить як «Елегантність у традиціях ісламу». Згідно з декларацією, дохід Медні у 2014 році склав 3,4 млн руб.
У 2016 році закінчила з відзнакою Гудермеську філія Інституту фінансів і права — ту саме, де свого часу навчався і сам Рамзан Кадиров.
Мідні Кадирова є віцепрезидентом Громадського фонду імені Ахмата Кадирова та заступником керівника секретаріату голови Чечні.
Аналітичне агентство «Мінченко консалтинг» у своєму дослідженні «Подружжя керівників суб'єктів РФ 2022» відзначило, що Медні Кадирова стала найпопулярнішою «першою леді» в Росії.
У жовтні 2022 року президент Росії Володимир Путін висловив дружині Кадирова подяку за активну громадську діяльність.
14 листопада 2022 року указом президента Росії Володимира Путіна Медні Кадировій було присвоєно звання «Матері-героїні». Поряд із мешканкою Ямало-Ненецького автономного округу Ольгою Дехтяренко, вона стала першою людиною, якій було присвоєно це звання.

## Особисте життя
Медні та Рамзан Кадирови виховують 12 дітей — чотирьох синів та вісьмох доньок.
У липні 2020 року разом зі своїм чоловіком та дітьми Кадирова потрапила до списку санкцій США. У вересні 2022 року повторно потрапила під санкції США. У жовтні 2022 року потрапила під санкції Японії.
Медні Кадирова володіє 210-метровою квартирою в хмарочосі на Мосфільмівській у Москві та ще квартирою площею 225 квадратних метрів на тій же вулиці. Вона не проти багатоженства свого чоловіка. Він, як відомо, з порушенням російського законодавства одружений ще з Фатімою Хазуєвою та Амінат Ахмадовою.

## Нагороди
- Орден «Даймехкан Сій» (8 березня 2018) — за визначні досягнення у сфері розвитку економіки, науки, культури, мистецтва, духовно-морального виховання, освіти, охорони здоров'я, охорони навколишнього середовища, благодійної та іншої громадської діяльності на благо жителів ЧР[18][19]
- Почесна грамота Президента Російської Федерації (6 серпня 2021) — за активну громадську діяльність[20]
- Орден Дружбы (ЛНР, 2жовтня 2022)[21]
- «Мати-героїня» (14 листопада 2022) — за визначні заслуги у зміцненні інституту сім'ї та вихованні дітей[22].